# Jaume Morera i Galícia
Jaume Morera i Galícia (Lleida, 1854 – Madrid, 24 d'abril de 1927) fou un pintor paisatgista català. Era germà del polític i poeta Magí Morera.
Era un dels deixebles de Carlos de Haes, junt amb Beruete, Juan Espina o Agustín Lhardy.
La seva obra dins del gènere del paisatge presenta l'assumpció de les propostes realistes basades en l'observació directa de la natura. Les seves obres principals corresponen a paisatges dels paratges de la serra de Guadarrama, algunes marines i penya-segats de la costa cantàbrica, i paisatges europeus de la seva primera etapa. Morera va tenir un paper decisiu en la creació del Museu d'Art de Lleida que avui porta el seu nom, al qual aportà una important col·lecció artística.

## Dades personals
Va néixer a Lleida, al carrer de Sant Antoni número 31, la tardor de 1854; el seu pare, Jaume Morera i Jové, era originari de Santa Coloma de Queralt i havia anat a Lleida atret pel desenvolupament comercial de la capital. La seva mare, Maria Galícia i Anagueras, provenia d'una família originària de Fraga. El matrimoni va tenir sis fills: Magí, Jaume, Ramon, Claudi, Maria i Agustina. El germà gran, Magí va ser una figura cabdal de la Renaixença cultural; destacat poeta, alcalde, diputat, traductor de Shakespeare i president de l'Ateneu Lleidatà, entre altres activitats. Una persona polifacètica formada a Madrid i Barcelona.
Jaume va seguir estudis a l'Institut de Segon Ensenyament a Lleida mentre rebia nocions de dibuix. Com a destí professional va triar marxar a Madrid, en part seguint les passes del seu germà, que estava estudiant dret, i en part perquè Madrid representava l'opció acadèmica i de reconeixement oficial només apte per a persones amb capacitat econòmica, mentre que Barcelona era una ciutat on el creixement només podia arribar des del treball vinculat a activitats artístiques.
Les vivències de la seva estada i les excursions per la serra del Guadarrama les va recollir en un llibre amb les seves memòries que du per títol En la Sierra del Guadarrama. Divagaciones sobre recuerdos de unos años de pintura entre nieves. Cuadros, estudios y dibujos. No va ser publicat fins al 1927. De fet, el primer exemplar el va rebre poc abans de morir, quan ja estava molt malalt i havia perdut la parla. El seu amic Antonio Cànovas del Castillo conegut amb el nom artístic de Kaulak, fotògraf i pintor deixeble de Haes, li va portar perquè pogués contemplar el recull de l'etapa més madura de la seva vida. Morera va agafar el llibre, el va admirar i estrènyer entre els seus braços sentint-se plenament realitzat.
El 1900 es va casar amb María Felisa Alday y Cortina a qui havia conegut a Algorta l'any anterior on estava tenint cura de Carlos de Haes en els darrers dies de vida. El matrimoni va establir la seva residència entre Madrid i la finca Jardingane al municipi basc, on va reposar els seus darrers anys.
Arran de l'Exposició d'Artistes Lleidatans a Lleida el 1912 comença un acostament més gran cap a la seva terra natal -que havia visitat amb regularitat- que culminarà amb la creació d'un museu on allotjar de forma permanent el seu llegat, avui Museu d'Art Jaume Morera. La base de la col·lecció varen ser obres seves i de pintors del seu cercle.
Va morir el 23 d'abril de 1927 a la seva casa del carrer Atocha, 65 de Madrid, des d'on va ser traslladat a Getxo per rebre sepultura amb els màxims honors i acompanyat d'amics i autoritats.

## Formació
Es va formar a Madrid, a l'Acadèmia de San Fernando i sota les ordres de Carlos de Haes on va començar el seu estil més personal.
Entre abril de 1874 i 1877 va marxar al primer pensionat organitzat per l'Académia Española de Bellas Artes de Roma, on va tenir de companys d'aquesta primera promoció a Francisco Pradilla, Casto Plasencia, Ruperto Chapí, Ricardo Bellver, Ramiro Amador de los Ríos i Aníbal Álvarez. El primer estiu a Itàlia es va traslladar a Nàpols junt amb Pradilla amb qui mantindria una relació d'amistat de per vida i qui li va presentar a Marià Fortuny. L'any 1875 va passar una temporada a la riba del llac Trasimeno, on va pintar Tormenta de nieve o Perros en la nieve, Orilla nevada del lago Trasimeno i El anochecer. En aquest període destaquen els seus paisatges dins d'un academicisme classicista com a Pinos de Frascati. Dins del programa formatiu, el 1875 visita París, Bèlgica i Bretanya, acompanyat de Pradilla i Aníbal Álvarez. El segon viatge de l'internat, realitzat el 1876 en companyia d'Amador de los Ríos i Aníbal Álvarez, els portarà a Egipte i Grècia.
També va manifestar preferència per motius tradicionals, presència d'elements d'arquitectura i, en general, un estil paisatgístic més convencional derivat d'una influència més acadèmica.
Quan va cessar del pensionat a Roma el 1877, es va instal·lar temporalment a Lleida on va passar l'hivern. En aquesta estada a la seva ciutat natal va produir alguns dibuixos i un dels poc retrats, el del Maestro Pedrell. També aprofita per visitar Fraga i Santa Coloma de Queralt, pobles originaris dels seus pares, on va pintar El Cinca en Fraga i Plaza de Santa Coloma de Queralt. La primera és una escena costumista amb un estil i combinació pictòrica pròpia del darrer període a Roma, la segona mostra un estil més dur i escàs en colors, si més no en comparació amb les posteriors composicions que va fer de Santa Coloma.

## Activitat a Madrid
El 1878 es va instal·lar definitivament a Madrid, des d'on va viatjar als Països Baixos, Bèlgica i França, com a deixeble de Carlos de Haes. D'aquest període és l'obra Orillas del Waht (Holanda), presentada a l'Exposición Nacional de Bellas Artes de 1878 i a l'Exposició Universal de París. És un corrent paisatgista oposat a l'impressionisme i al luminisme, partidari de l'experiència directa del natural i atret pels paisatges nòrdics i, a Espanya, pel País Basc, on també passaria llargues temporades a la seva vila Jardingane d'Algorta (Biscaia), un període del qual varen sortir les obres Mar Cantábrico o Costa de Santoña.
El 1884 i 1886 es va desplaçar a Normandia, Bretanya i Holanda en companyia de Haes. Els paisatges marins de Dunkerque, de le Havre i les platges de Villerville incorporaven una gamma cromàtica d'ocres i grisos de tons suaus, amb efectes de llum que donen al paisatge un to melancòlic que recorda a contemporanis seus com Urgell. Les obres d'aquest viatge les va presentar a diverses exposicions i va guanyar medalla de primera classe a l'Exposició Nacional de Belles Arts (Madrid) de 1892.

## La serra de Guadarrama
A partir de 1890 Morera va iniciar un recorregut per l'agresta serra del Guadarrama. Va ser una dura campanya pictòrica, que li va valdre el sobrenom de Don Jaime, el de hierro per part dels vilatjans, de la qual va resultar l'obra del període més personal de l'artista. L'interès per incorporar la muntanya en la seva temàtica amb una mirada específica cap al Guadarrama com a interès paisatgístic s'havia iniciat per la Sociedad de Estudios del Guadarrama i per la Institución Libre de Enseñanza, que amb un corrent pedagògic de vocació roussoniana, fomentava la vinculació dels joves amb l'entorn natural i la muntanya. Les expedicions geològiques i geogràfiques protagonitzades per membres d'aquesta institució havien propiciat les primeres pintures corresponents a aquesta temàtica, realitzades per Carlos de Haes i els seus deixebles als Pics d'Europa a partir de l'any 1874.
Morera va recórrer diverses zones de la serra i va fer estada a Cercedilla. Però ni en aquest punt ni al Valle del Paular, més tard, va trobar el paisatge que tenia al cap com a objecte a captar i representar. Decideix fer una interrupció de la seva campanya durant l'estiu de 1890 i tornar a visitar Normandia i Holanda. Realitzà diversos apunts i dibuixos a més de quatre importants olis: Pescadoras a Normandia, Bretaña, Barcas i Canal de Normandia.
Obsessionat amb el captivador paisatge que veia des de la finestra del seu estudi, segueix cercant una nova ubicació que trobarà a Miraflores de la Sierra, on va situar la seva nova base de treball, on va trobar l'entorn dels Picos de la Najarra, dels ports de Canencia i de La Morcuera i els monts del Hueco de San Blas el Viejo, que li aportarien els escenaris que cercava i pels quals seria conegut.
El resultat d'aquesta activitat va ser una sèrie de vint-i-tres quadres que representen la seva obra més madura i que va tenir a la seva època una àmplia difusió gràcies fonamentalment a la presentació a les exposicions nacionals de 1897, 1901 i 1904 i altres exposicions europees. Va esdevenir el gran difusor de la temàtica d'alta muntanya alhora que destacava com un dels referents del nou paisatgisme realista espanyol. A les seves memòries, Morera descriu els paisatges que visità i pintà, però també incorpora les actituds i plantejaments tècnics i teòrics dels seus recorreguts pels ports de Canencia, Las Chozas, La Marcuera, Peñalara o el Paular, a més de recollir la seva visió sobre la gent de la zona.
L'obra d'aquest període busca en les composicions quelcom més que el paisatge estrictament. Vol obtenir l'emotivitat de la pintura. Segons descrivia a les seves memòries: «El mèrit més gran d'un quadre és que produeixi una emoció de tal intensitat que relegui la tècnica a pla secundari. Però sense que això signifiqui menyspreu per la tècnica, ja que amb ella cal contribuir a aconseguir l'emoció».

## Relació amb de Haes

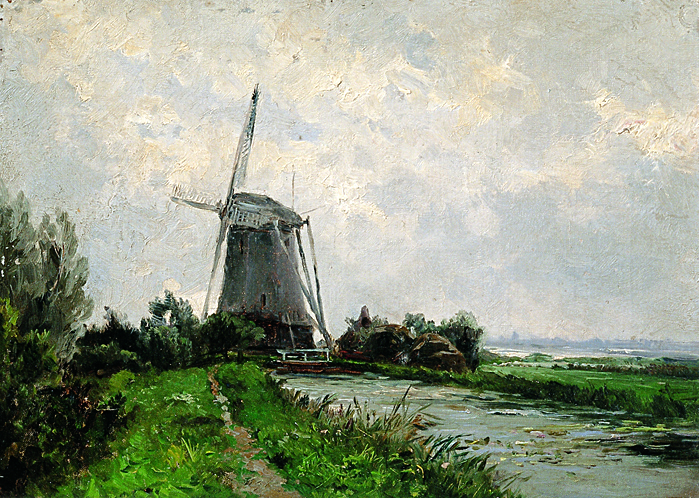
Paisaje de Holanda (de Carlos de Haes, c. 1884), al Museu d'Art Jaume Morera (Lleida)

Jaume Morera va mantenir una profunda amistat amb Carlos de Haes a més de ser el millor dels deixebles i continuador del corrent paisatgista realista, dins del respecte als ideals conciliadors de l'academicisme eclèctic.
Va tenir el primer contacte amb ell a l'escola el 1874, tot just després d'arribar a Madrid, un moment en De Haes li va suposar un suport personal i artístic. Anys més tard amb motiu de la mort del mestre, Morera recordava en un article publicat a La Ilustración Española y Americana, quan va visitar per primer cop al seu estudi on va poder admirar la seva obra i va quedar admirat «pel seu clar talent i serè judici». L'impacte que li va causar va ser «una barreja d'admiració i d'entusiasme, aspiracions i desitjos que no es concreten, però que la meva joventut il·luminava llavors amb els daurats i brillants reflexos de les primeres esperances i il·lusions». Es lamentava també de «..no poder donar a conèixer, el costat del pintor de geni poderós, a l'home de bé, de caritat inesgotable, de generositat i instints i de lleialtat ferma!»
Quan va morir Carlos de Haes el 17 de juny de 1898, Morera i Luis Roy varen ser els seus marmessors. El llegat que De Haes va deixar a Jaume Morera estava integrat per seixanta-quatre estudis, quaranta-sis aiguaforts, cent vint-i-nou dibuixos i un retrat de Federico de Madrazo, un volum considerable que posa de manifest la vinculació entre mestre i deixeble. L'any següent es va organitzar una exposició a Madrid amb aquestes obres i vint olis del mateix Morera després de la qual va donar el llegat rebut al Museo de Arte Moderno de Madrid perquè obrissin la «Sala Haes». Per aquest acte la reina regent Maria Cristina li va concedir la Gran Creu d'Isabel la Catòlica el 9 d'octubre de 1899.

## Obres destacades

### Pensionat a Roma i viatge nord-europeu
| Imatge                                                                  | Dades                            | Dades |
| ----------------------------------------------------------------------- | -------------------------------- | ----- |
|                                                                         | Pinos de Frascati                |       |
| 1875                                                                    | Oli sobre tela 61 x 45 cm        |       |
| Museu del Prado, en cessió a l'Institut Nacional de Pedagogia de Sords. |                                  |       |
|                                                                         |                                  |       |
|                                                                         | Orilla nevada del lago Trasimeno |       |
| 1875                                                                    | Oli sobre tela 43 x 61 cm        |       |
| Museu del Prado                                                         |                                  |       |
|                                                                         |                                  |       |
|                                                                         | Orillas del What - Holanda       |       |
| 1878                                                                    | Oli sobre tela 110 × 208 cm      |       |
| Museu del Prado                                                         |                                  |       |
|                                                                         |                                  |       |
|                                                                         | Crepusculo en el lago Trasimeno  |       |
| 1881                                                                    | Oli sobre tela 47 x 74 cm        |       |
| Col·lecció particular (Biscaia)                                         |                                  |       |
|                                                                         |                                  |       |
|                                                                         | Paisaje de Normandia             |       |
| 1884-1890                                                               | Oli sobre tela 118 × 77 cm       |       |
| Museu d'Art Jaume Morera                                                |                                  |       |
|                                                                         |                                  |       |
|                                                                         | Aldea bretona                    |       |
| 1884-1890                                                               | Oli sobre tela 43 × 31 cm        |       |
| Museu d'Art Jaume Morera                                                |                                  |       |
|                                                                         |                                  |       |

### Serra de Guadarrama
| Imatge | Dades                           | Dades |
| --- | ------------------------------- | ----- |
| | Peñalara (Sierra de Guadarrama) |       |
| 1891 | Oli sobre tela 44,5 x 72,5 cm   |       |
| MNAC |                                 |       |
| Fitxa de l'obra 024635-000 al web del Museu Nacional d'Art de Catalunya. |                                 |       |
| | Picos de la Najarra             |       |
| 1891 - 1892 | Oli sobre tela 61,5 × 102,5 cm  |       |
| Museu d'Art Jaume Morera |                                 |       |
| Morera va transmetre la visió d'una muntanya blanca i grisa amb una solució que coincidia amb postures neoromàntiques europees molt de moda. Estudia amb una acurada elaboració el cim de la muntanya gelada, una massa de roca escarpada que empeny el seu cap a través de la neu. Ho realitza amb gran senzillesa i imbuït d'un fort sentiment, sense un ànim estrictament i fredament naturalista, sinó cercant l'emotivitat pictòrica en una visió idealitzada de caràcter tardoromàntica. |                                 |       |
| | Leñadoras                       |       |
| 1891 - 1892 | Oli sobre tela 82 x 142,5 cm    |       |
| Museu d'Art Jaume Morera |                                 |       |
| |                                 |       |
| | Fuente de Miraflores            |       |
| 1891 - 1892 | Oli sobre tela 62 x 102,6 cm    |       |
| Museu d'Art Jaume Morera |                                 |       |
| |                                 |       |
| | Guadarrama, Valle de Miraflores |       |
| 1891 - 1892 | Oli sobre tela 62 x 97,5 cm     |       |
| Museu d'Art Jaume Morera |                                 |       |
| |                                 |       |
| | Guadarrama. Cabaña              |       |
| 1891-1897 | Oli sobre tela 42 × 72 cm       |       |
| Museu d'Art Jaume Morera |                                 |       |
| |                                 |       |
| | Cabeza de hierro. Guadarrama    |       |
| 1891 - 1897 | Oli sobre tela 61 x 100,5 cm    |       |
| Museu d'Art Jaume Morera |                                 |       |
| El pintor renuncia a incloure el cel com a recurs de perspectiva per ressaltar només els arbres sobre la neu i les seves dimensions i variacions. Aquesta fixació en la neu com a objecte central i quasi únic, també es troba a Valle de Chozas, San Blas el Viejo, Los picos de Peñalara i Un ventisquero. |                                 |       |
| | Invierno                        |       |
| 1891-1897 | Oli sobre tela 76 x 33 cm       |       |
| Museu d'Art Jaume Morera |                                 |       |
| |                                 |       |
| | Valle de Chozas                 |       |
| 1891-1897 | Oli sobre tela 58 x 91 cm       |       |
| Museu d'Art Jaume Morera |                                 |       |
| |                                 |       |
| | Guadarrama                      |       |
| 1891-1897 | Oli sobre tela 62,5 x 103,5 cm  |       |
| Museu d'Art Jaume Morera |                                 |       |
| |                                 |       |

### Altres períodes
| Imatge | Dades                                   | Dades |
| --- | --------------------------------------- | ----- |
| | Portalon del Monasterio de Piedra       |       |
| 1872-1873 | Oli sobre tela 22 × 31 cm               |       |
| Museu de Saragossa |                                         |       |
| |                                         |       |
| | Plaza de Santa Coloma de Queralt        |       |
| 1877 | Oli sobre tela 62 × 102 cm              |       |
| Museu d'Art Jaume Morera |                                         |       |
| |                                         |       |
| | Mercat de Santa Coloma de Queralt       |       |
| 1895 | Oli sobre tela 44 × 73 cm               |       |
| MNAC |                                         |       |
| |                                         |       |
| | Esperando la marea, Playa de Arrigunaga |       |
| 1904 | Oli sobre tela 43 × 73 cm               |       |
| Museu d'Art Jaume Morera |                                         |       |
| |                                         |       |
| | Jardingane (Algorta)                    |       |
| 1912 | Oli sobre tela 61 × 80 cm               |       |
| Col·lecció particular. Biscaia |                                         |       |
| Tècnica impressionista en aquest estudi d'un racó del jardí de la finca de "Jardingane", casa de Jaume Morera a Algorta (Pais Basc). |                                         |       |
| | Estudio de flores moradas               |       |
| ? | Oli sobre tela 72 × 44 cm               |       |
| Col·lecció particular. Biscaia |                                         |       |
| |                                         |       |
| | Lliris 39,5 × 53,5 cm                   |       |
| ? | Oli sobre tela                          |       |
| Col·lecció particular. Biscaia |                                         |       |
| |                                         |       |
| | Playa con sol poniente                  |       |
| ? | Oli sobre tela 80 × 102 cm              |       |
| Col·lecció particular. Pamplona |                                         |       |
| |                                         |       |

## Exposicions en vida i premis
| Any  | Exposició                                                              | Obres                                                       | Premi                                              |
| ---- | ---------------------------------------------------------------------- | ----------------------------------------------------------- | -------------------------------------------------- |
| 1878 | Exposició Nacional de Belles Arts (Madrid)                             | quatre olis                                                 | Segona medalla                                     |
| 1878 | Exposició Sala Parès de Barcelona                                      |                                                             |                                                    |
| 1878 | Exposició Universal de París                                           |                                                             |                                                    |
| 1880 | Exposició Sala Parès de Barcelona                                      |                                                             |                                                    |
| 1881 | Exposició Nacional de Belles Arts (Madrid)                             |                                                             |                                                    |
| 1884 | Exposició Nacional de Belles Arts (Madrid)                             | quatre olis                                                 |                                                    |
| 1884 | Exposició Sala Parès de Barcelona                                      |                                                             |                                                    |
| 1887 | Exposició Nacional de Belles Arts (Madrid)                             | cinc olis                                                   |                                                    |
| 1890 | Exposició Círculo de Bellas Artes de Madrid                            |                                                             |                                                    |
| 1892 | Exposició Nacional de Belles Arts (Madrid)                             | nou obres amb paisatges de Madrid i Normandia               | Medalla de primera classe                          |
| 1892 | Exposició Internacional de Barcelona                                   | La luna o Antorcha de la fe                                 | Medalla d'or                                       |
| 1893 | Exposició Círculo de Bellas Artes de Madrid                            | Flores                                                      | Medalla de primera classe                          |
| 1894 | Exposició Artística de Bilbao                                          | tres obres: Costas de Normandia, Flores i Vuelta al establo | Medalla de primera classe, per Costas de Normandia |
| 1897 | Exposició Nacional de Belles Arts (Madrid)                             | vint-i-tres pintures de la sèrie Guadarrama                 |                                                    |
| 1898 | Exposició General de Belles Arts i Indústries Artístiques de Barcelona | Un ventisquero. Puerto de Canencia                          | Medalla de primera classe                          |
| 1899 | Exposició Nacional de Belles Arts (Madrid)                             | vint pintures                                               |                                                    |
| 1899 |                                                                        | Donació obres de Carlos de Haes                             | Gran Creu Orde d'Isabel la Catòlica                |
| 1901 | Exposició Nacional de Belles Arts (Madrid)                             |                                                             | Medalla de primera classe                          |
| 1904 | Exposició Nacional de Belles Arts (Madrid)                             | trenta-tres pintures                                        |                                                    |
| 1912 | Exposició Nacional de Belles Arts (Madrid)                             | sis pintures                                                |                                                    |
| 1912 | Exposició d'Artistes Lleidatans                                        |                                                             |                                                    |
| 1929 | Exposició Internacional de Barcelona                                   |                                                             | Diploma d'honor pòstum                             |